# Pokerspel
Poker kan betraktas som en stor grupp kortspel som har vissa gemensamma egenskaper. Eller också anser man att poker är ett spel som förekommer i många olika varianter och undervarianter. Det följande är några exempel på sådana spel/varianter

## Pokerspel med gemensamma kort
- - Hold'em-gruppen:
    - Texas hold'em
    - Omaha hold'em
    - Irish hold'em
    - Manila
    - Pineapple
    - Crazy Pineapple
    - Blind Man's Bluff

  - Cincinnati
  - Iron cross
  - Chowaha
  - Tic tac toe (påker)?
  - Six-pack
  - H-Bomb
  - Pyramid
  - Merry Go Round

## Pokerspel med idel mörka kort
- - Mörkpoker (Five card draw)
  - Lowball
  - California high-low split
  - Double Draw
  - Triple Draw
  - Anaconda
  - Straight Poker (ses kanske som oäkta poker)

## Stötpoker (Stud poker)
- Stötpoker
  - Femstöt (Five card stud)
    - Push
    - Mexican stud
    - Sökö (Canadian stud)
    - Telesina

  - Sexstöt (Six card stud)
  - Sjustöt (Seven card stud)
    - Razz
    - Mississippi stud
    - Kentrel
    - Chicago

## Diverse pokerspel & hybridvarianter m.m.
- - Fast poker
  - Oxford stud
  - Billabong
  - Guts (ses kanske som oäkta poker)
  - Kinesisk poker
  - Klädpoker
  - Vattenpoker
  - Caribbean Stud Poker

## Variationer
Vissa pokerspel varieras också genom hur händerna rangordnas. 
Hög poker är standard, högsta handen vinner potten. I låg poker vinner lägsta handen potten. Beroende på hur "lägst hand" definieras finns följande tre undervarianter av låg poker: California Low (5432A), Kansas City Low (75432) och English Low (6432A). I hög-låg poker delar högsta och lägsta handen potten jämnt mellan sig, och en spelare som lyckas vinna både högt och lågt får hela potten. Hög-låg poker finns dessutom i varianterna med eller utan deklaration. Sekventiell deklaration innebär att innan visningen ska kvarvarande spelare i tur och ordning meddela om de spelar på högsta hand, lägsta hand eller båda. Halva potten går till vinnaren av lägsta handen, och andra halvan till högsta handen. Simultan deklaration innebär att spelarna på något sätt avger sina bud utan kunskap om de andras bud och sedan visar dessa bud samtidigt.
Vilken satsningsstruktur som används avgör spelets karaktär till stor del. De fyra grundvarianterna här är Straight limit, Spread limit, Pottlimit och No limit. 
En del pokerspel varieras också genom bruket av ante, mörkar och tvångssatsningar.
I vissa pokerspel används inte den vanliga standardkortleken med 52 kort. Antingen kan den vara reducerad (till till exempel valörerna 6 till A), eller så har en eller flera jokrar lagts till. Jokrar kan antingen fungera som så kallade bug eller som rent vilda kort. Ytterligare ett sätt att variera är att införa icke-standardpokerhänder som till exempel "holländsk flush".